# Dawid Żółtaszek
Dawid Żółtaszek (ur. 19 stycznia 1978 we Wrocławiu) – polski kick-bokser, zawodnik mieszanych sztuk walki oraz bokser walczący na gołe pięści. 

## Życiorys i kariera sportowa
Pochodzi z Wrocławia, jednak od 20 lat mieszka na Wyspach Brytyjskich. 
Trenowanie sztuk walki zaczynał od zapasów oraz judo, dzięki czemu zaczął startować w różnych zawodach. Następnie zainteresował się boksem i kickboxingiem. Po przyjeździe do Wielkiej Brytanii zaczął pracować jako trener oraz dalej rozwijał swoją pasję do sztuk walki. 
Debiut w zawodowym kickboxingu na zasadach K-1 odbył w 2011 roku na imprezie zorganizowanej przez federację Stand and Bang. Żółtaszek na tym wydarzeniu wziął udział w turnieju, na którym to stoczył dwie walki. W pierwszym starciu najpierw znokautował faworyta, Rolanda Orguna w 53 sekundzie, a następnie zwyciężył przez ponownie przez nokaut, jednak tym razem przeciwko Athosowi Konstandi w 45 sekundzie pierwszej rundy. 

## Lista walk w kick-boxingu (niepełna)
| Wynik     | Bilans | Przeciwnik          | Rozstrzygnięcie                 | Runda | Czas  | Rozgrywki                                      | Data       | Miejsce             | Uwagi                                      |
| Wygrana   | 1-0-0  | Ronald Ogun         | KO                              | 1     | 00:53 | Stand&Bang                                     | 2011       | Wielka Brytania     |                                            |
| Wygrana   | 2-0-0  | Athos Constandi     | KO                              | 1     | 00:45 | Stand&Bang                                     | 2011       | Wielka Brytania     |                                            |
| Wygrana   | 3-0-0  | Mathew              | TKO (niskie kopnięcia)          | 1     | 01:00 | Dynamite Fight Series                          | 2011       | Wielka Brytania     |                                            |
| Wygrana   | 4-0-0  | ?                   | KO                              | 1     | 01:00 | IFC Fighting Championchip                      | 2012       | Wielka Brytania     |                                            |
| Wygrana   | 5-0-0  | David Lupu (11-0)   | Decyzja (jednogłośna)           | 3     | 3:00  | IFC Fighting Championchip                      | 2013       | Wielka Brytania     |                                            |
| Wygrana   | 6-0-0  | Igor Gunar          | TKO                             | 1     | 00:40 | IFC Fighting Championchip                      | 2013       | Wielka Brytania     |                                            |
| Wygrana   | 7-0-0  | Łukasz Krupadziorow | KO (cios)                       | 1     | 02:36 | KTMMA 2                                        | 01.03.2013 | Manchester          |                                            |
| Przegrana | 7-1-0  | Correy Robbins      | TKO                             | 2     | 02:30 | Enfusion Live                                  | 2015       | Wielka Brytania     |                                            |
| Przegrana | 7-2-0  | Chris Cooper        | Przerwanie                      | 2     | 02:50 | Stand&Bang                                     | 2016       | Wielka Brytania     |                                            |
| Wygrana   | 8-2-0  | Mike Neun           | TKO                             | 1     | 02:20 | Ronin Fighting Championchip                    | 17.07.2016 | Wielka Brytania     |                                            |
| Wygrana   | 9-2-0  | Łukasz Lehman       | Decyzja (jednogłośna)           | 3     | 3:00  | Duel Grand Prix 4                              | 04.02.2017 | Newcastle upon Tyne | Półfinał turnieju                          |
| Przegrana | 9-3-0  | Kazadi Mwamba       | Decyzja (jednogłośna)           | 3     | 3:00  | Duel Grand Prix 4                              | 04.02.2017 | Newcastle upon Tyne | Walka finałowa turnieju o pas mistrza Deul |
| Przegrana | 9-4-0  | Cristian Ristea     | Dogrywka                        | 4     | 3:00  | Superkombat World Grand Prix I 2017            | 07.04.2017 | Bukareszt           |                                            |
| Wygrana   | 10-4-0 | Cristian Ristea     | KO (ciosy)                      | 2     | 0:50  | Superkombat World Grand Prix I 2017            | 06.05.2017 | Madryt              |                                            |
| Przegrana | 10-5   | Tomislav Cikotic    | Decyzja                         | 3     | 3:00  | Superkombat/Faith Fight                        | 26.08.2017 | Shenzhen            |                                            |
| Przegrana | 10-6   | Turpal Tokajew      | TKO (prawe niskie kopnięcie)    | 3     | 02:40 | Tatneft World Cup                              | 27.10.2017 | Kazań               | Półfinał turnieju                          |
| Wygrana   | 11-6   | Łukasz Lipniacki    | Decyzja                         | 3     | 3:00  | DSF Kickboxing Challenge 13                    | 03.02.2018 | Wrocław             |                                            |
| Przegrana | 11-7   | Piotr Romankiewicz  | KO (kopnięcie na głowę)         | 2     | 2:00  | DSF Challenge 14: Różalski vs. Graham          | 13.04.2018 | Warszawa            |                                            |
| Wygrana   | 12-7   | Zachar Trofimow     | Decyzja (jednogłośna)           | 3     | 3:00  | DSF Challenge 20: Królowie ringu               | 23.02.2019 | Kraków              |                                            |
| Wygrana   | 13-7   | Valentin Bordianu   | TKO (przerwanie przez sędziego) | 2     | 0:25  | Dynamite Fighting Show 5: Battle of Moldovia 2 | 27.09.2019 | Piatra Neamț        |                                            |

## Lista walk w MMA

### Zawodowe
| Wynik     | Bilans | Przeciwnik (bilans przed walką) | Rozstrzygnięcie                  | Runda | Czas  | Rozgrywki                                         | Data       | Miejsce | Uwagi                  |
| --------- | ------ | ------------------------------- | -------------------------------- | ----- | ----- | ------------------------------------------------- | ---------- | ------- | ---------------------- |
| Przegrana | 2-1    | Toni Valtonen (29-16)           | TKO (ciosy pięściami w parterze) | 2     | 2:58  | Babilon MMA 17: Żółtaszek vs. Valtonen            | 30.10.2020 | Radom   | Main Event             |
| Wygrana   | 2-0    | Tomasz Wiśniewski (5-0)         | TKO (ciosy pięściami)            | 1     | 01:30 | UCMMA 48 - Ultimate Challenge MMA 48              | 03.09.2016 | Londyn  |                        |
| Wygrana   | 1-0    | Jack Chinnery (0-0)             | KO (cios pięścią)                | 1     | 0:40  | Fusion Fighting Championship - Fusion Fighting 20 | 18.06.2016 | Epsom   | Debiut w zawodowym MMA |

### Amatorskie
| Wynik   | Bilans | Przeciwnik (bilans przed walką) | Rozstrzygnięcie                      | Runda | Czas  | Rozgrywki                    | Data       | Miejsce         | Uwagi                   |
| ------- | ------ | ------------------------------- | ------------------------------------ | ----- | ----- | ---------------------------- | ---------- | --------------- | ----------------------- |
| Wygrana | 1-0    | Ahmed Tijani Shehu (0-0)        | Poddanie (dźwignia na staw łokciowy) | 2     | 1:45  | WCMMA - Warrior Challenge 22 | 02.10.2015 | Londyn          | Debiut w amatorskim MMA |
| Wygrana | 1-0-0  | Ben Shnider                     | TKO                                  | 1     | 01:00 | IFC Fighting Championchip    | 2013       | Wielka Brytania |                         |

## Lista walk w boksie na gołe pięści
| Wynik     | Bilans | Przeciwnik (bilans przed walką) | Rozstrzygnięcie                                               | Runda | Czas | Rozgrywki                    | Data       | Miejsce  | Uwagi |
| --------- | ------ | ------------------------------- | ------------------------------------------------------------- | ----- | ---- | ---------------------------- | ---------- | -------- | --- |
| Wygrana   | 6-2    | Adam Harris (0-0)               | KO (ciosy)                                                    | 1     | 1:59 | BKFC 27: MVP vs. Platinum    | 20.08.2022 | Londyn   | |
| Przegrana | 5-2    | Bartłomiej Domalik (3-0)        | RTD (ciosy, prawy i lewy sierpowy - poddanie przez narożnik)  | 2     | 0:22 | Gromda 7: Balboa vs. Maximus | 10.12.2021 | Pionki   | Wielki finał turnieju nr (III). Main Event |
| Wygrana   | 5-1    | Mariusz Kruczek (1-1)           | TKO (przerwanie walki przez sędziego po ciosach)              | 2     | ?    | Gromda 6: Zadyma vs. Vasyl   | 17.09.2021 | Pionki   | Turniej Gromda nr (III) - druga część - finał. Początkowo rywalem Żółtaszka miał zostać Mateusz „Świr” Wijas, jednak ten wycofał się z walki z powodu kontuzji złamania ręki. |
| Wygrana   | 4-1    | Arkadiusz Sauter (1-0)          | TKO (przerwanie przez lekarza)                                | 2     | 0:26 | Gromda 6: Zadyma vs. Vasyl   | 17.09.2021 | Pionki   | Turniej Gromda nr (III) - druga część - półfinały |
| Wygrana   | 3-1    | Daniel Utkowski (0-0)           | TKO (niezdolność do kontynuowania walki po ciosach na korpus) | 3     | 0:56 | Gromda 6: Zadyma vs. Vasyl   | 17.09.2021 | Pionki   | Turniej Gromda nr (III) - druga część - ćwierćfinały |
| Przegrana | 2-1    | Mateusz Kubiszyn (2-0)          | TKO (cios prawy prosty - przerwanie przez lekarza)            | 2     | ?    | Gromda 2                     | 28.08.2020 | Warszawa | Turniej Gromda nr (I) - druga część - finał. Main Event |
| Wygrana   | 2-0    | Łukasz Parobiec (1-0)           | RTD (poddanie walki)                                          | 3     | ?    | Gromda 2                     | 28.08.2020 | Warszawa | Turniej Gromda nr (I) - druga część - półfinały |
| Wygrana   | 1-0    | Dariusz Rzepiński (0-0)         | KO (cios prawy sierpowy)                                      | 1     | ?    | Gromda 2                     | 28.08.2020 | Warszawa | Turniej Gromda nr (I) - druga część - ćwierćfinały |

Legenda: TKO – techniczny nokaut, KO – nokaut, DISQ – dyskwalifikacja, RTD – poddanie, WO – walkower (z różnych powodów np. nieprzystąpienie do walki z powodu kontuzji)